# Wipfratal
Wipfratal – dzielnica miasta Arnstadt w Niemczech, w kraju związkowym Turyngia, w powiecie Ilm. Do 31 grudnia 2018 samodzielna gmina, której niektóre zadania administracyjne realizowane już były przez miasto Arnstadt. Miasto to pełniło rolę "gminy realizującej" (niem. "erfüllende Gemeinde").

## Współpraca
Miejscowość partnerska:
- Hausen im Wiesental, Badenia-Wirtembergia (kontakty utrzymuje dzielnica Marlishausen)